# Apollo 15
Apollo 15 je devátý pilotovaný let v programu Apollo. Byl čtvrtým letem, při kterém lidé přistáli na Měsíci. Apollo 15 odstartovalo k Měsíci 26. července 1971. Při tomto letu byla použita novější verze rakety Saturn 5. Díky vyššímu výkonu bylo možné do měsíčního modulu Falcon přidat lehký elektromobil LRV (Lunar Roving Vehicle) pojmenovaný Rover. Let byl 41. v pořadí letů do kosmu z naší planety.

## Start
Raketa s velitelským a služebním modulem Endeavour odstartovala z mysu Canaveral odpoledne 26. července 1971 z rampy 39A a tři hodiny poté z oběžné dráhy Země odletěla k Měsíci.

## Posádka

### Základní posádka
- David Scott (3) - velitel
- Alfred Worden (1) - pilot velitelského modulu
- James Irwin (1) - pilot lunárního modulu

V závorkách je uvedený dosavadní počet letů do vesmíru včetně této mise.

### Záložní posádka
- Richard Gordon (2) - velitel
- Vance Brand (0) - pilot velitelského modulu
- Harrison Schmitt (0) - pilot lunárního modulu

V závorkách je uvedený dosavadní počet letů do vesmíru. 

### Podpůrná posádka
- C. Gordon Fullerton, Joseph P. Allen, Robert A. Parker, Karl G. Henize

## Průběh letu

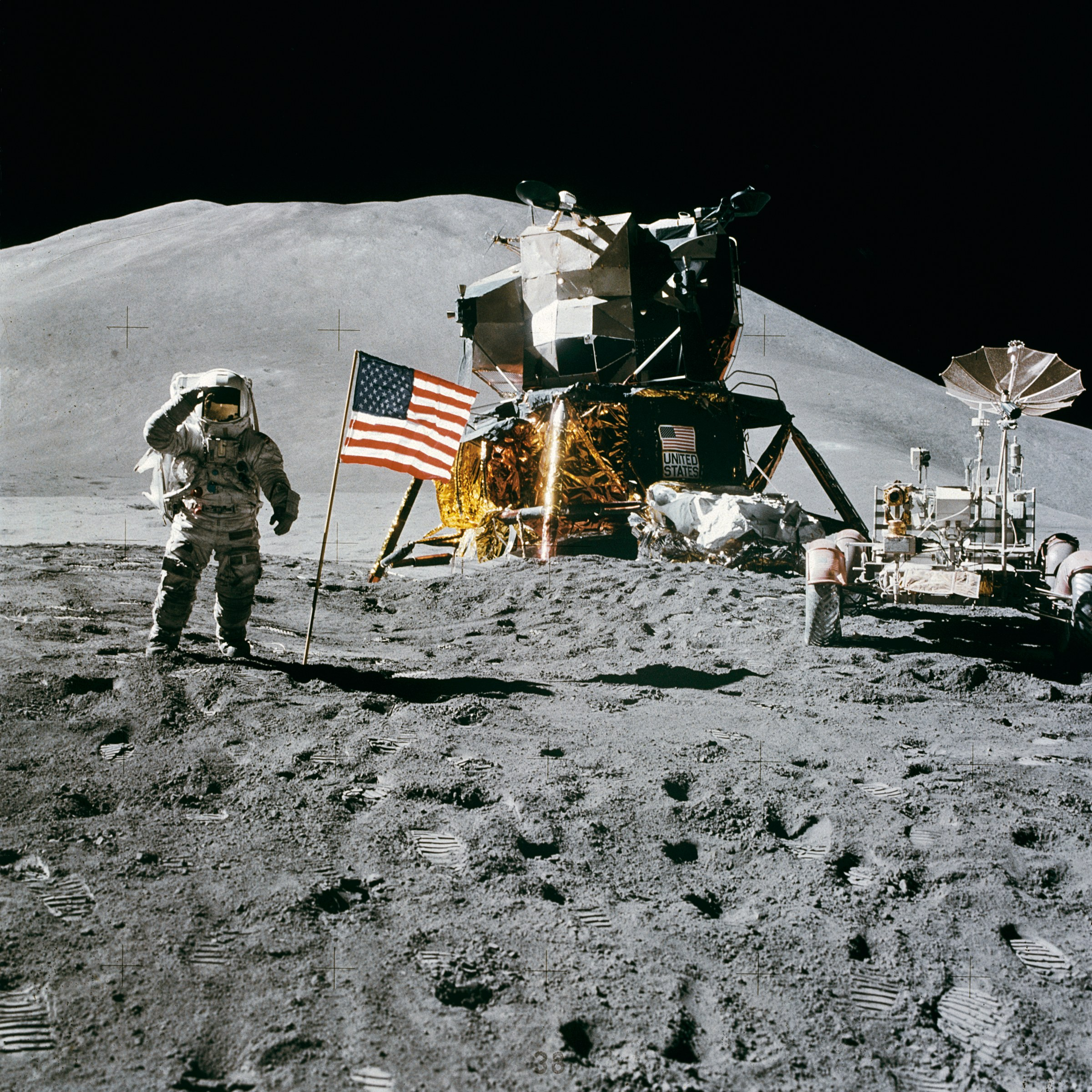
Pilot lunárního modulu Apolla 15 James Irwin salutuje u vlajky Spojených států amerických

Po třídenním letu se loď dostala na oběžnou dráhu 17-108 km nad Měsícem. Čtyři dny po startu z Floridy zůstává na lodi samotný Worden, zatímco měsíční modul Falcon s Irwinem a Scottem přistál na základně Hadley u stejnojmenné 100 km dlouhé brázdy Rima Hadley na úpatí Mons Hadley Delta, vrcholu v pohoří Montes Apenninus (Apeniny). Po odpočinku oba vystoupili na povrch, vyložili i LRV Rover a vydali se s jeho pomocí na první projížďku ke kráteru Elbow rychlostí cca 10-12 km/h. Na kraji kráteru zastavili a zahájili přímý televizní přenos na Zemi. Během procházky a zhruba 10 km projížďky se věnovali také filmování a sběru měsíčních vzorků. Kamera ovládaná dálkově z řídícího střediska v Houstonu vysílala barevné panoramatické záběry. Podobný průběh měly i další dvě výpravy. Zbyl čas i na orazítkování dopisů pro filatelisty. Asi 10 metrů od džípu instalovali pamětní desku se jmény 14 kosmonautů USA a SSSR, kteří zahynuli při plnění úkolů, a u desky zanechali i stříbrnou sošku astronauta (Fallen Astronaut). Po splnění úkolů oba kosmonauti na LM odstartovali k mateřské lodi, kde strávili na oběžné dráze další dva dny. Zde vypustili malou družici, která měřila magnetické a gravitační pole a radiaci. Dne 4. srpna odstartovali loď k Zemi. Během zpáteční cesty Worden vystoupil z kabiny (výstup EVA), aby přinesl kazety s filmy.

## Návrat
Apollo 15 přistálo 7. srpna večer v Tichém oceánu 530 km severně od Honolulu, kde na něj čekala letadlová loď USS Okinawa. Přistání bylo tvrdší než plánovaných 9,8 m/s, protože se jeden ze tří padáků neotevřel.

## Zajímavosti
Jednalo se o jedinou misi, kdy byl pro EVA využit spojovací průlez lunárního modulu. Scott stál v horním poklopu lunárního modulu a vizuálně si prohlížel a fotografoval místo přistání. Během zpáteční cesty od Měsíce proběhla první EVA v hlubokém vesmíru.